# Traudel Haas

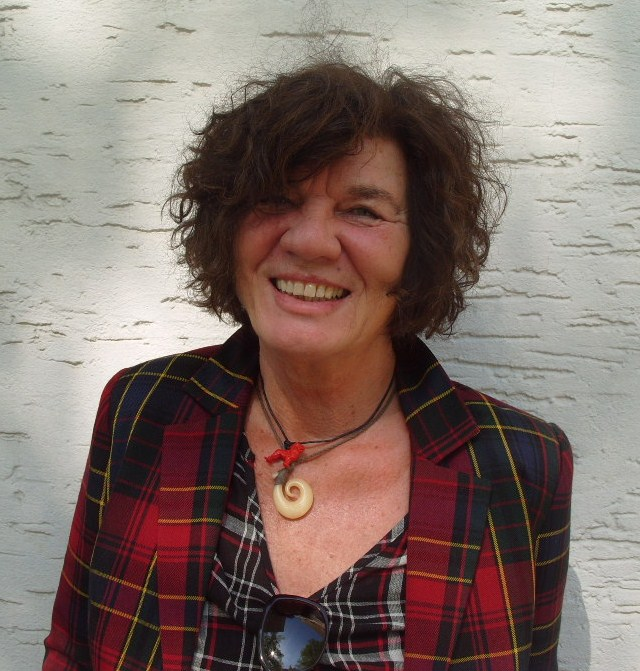
Traudel Haas (2010)

Gertraude „Traudel“ Haas (* 3. September 1945 in Berlin) ist eine deutsche Schauspielerin und Synchronsprecherin. Nach zehnjährigem Wirken als Ensemblemitglied des Berliner Schiller- und Schlossparktheaters bildete die Filmsynchronisation ihren beruflichen Schwerpunkt. Haas’ Stimme ist vor allem durch zahlreiche Synchronisationen der US-amerikanischen Charakterdarstellerinnen Mia Farrow, Annette Bening, Diane Keaton, Kathleen Turner und Kristin Scott Thomas bekannt.

## Leben und Wirken

### Theater
Die Tochter einer Opernsängerin verließ im Alter von 15 Jahren ohne Abitur die Schule. Dank eines Stipendiums begann sie als jüngste Schülerin mit fünfzehneinhalb Jahren von 1961 bis 1964 eine dreijährige Ausbildung an der Max-Reinhardt-Schule für Schauspiel in Berlin. Von 1967 bis 1977 gehörte sie dem Ensemble des Berliner Schiller- und Schlossparktheaters an. Dort agierte sie unter anderem als Ljudmilla in Maxim Gorkis Wassa Schelesnova, neben Stefan Wigger in Der böse Geist Lumpazivagabundus von Johann Nestroy und in Goethes Faust. Der Tragödie zweiter Teil In Das Geld liegt auf der Bank von Curth Flatow trat sie zudem ab 1968 als Tochter von Rudolf Platte als Gustav Kühne am Hebbel-Theater auf, im weiteren Verlauf neben Otto Sander in Shakespeares Wie es euch gefällt an der Freien Volksbühne Berlin.
Darüber hinaus war sie gelegentlich in Fernsehserien wie Ein starkes Team und Rosa Roth in Nebenrollen zu sehen. 2002 spielte sie im Tatort – Filmriss als Empfangsdame in einer kleinen Rolle mit.

### Synchronisation
Parallel zu ihrem Schaffen am Theater bildete die Synchronisation fremdsprachiger Film- und Serienrollen ab Mitte der 1960er Jahre einen weiteren Schwerpunkt, die Haas nur für eine vorübergehende Tätigkeit als Lehrerin während der 1980er Jahre unterbrach. Zu wesentlichen Arbeiten zählen unter anderem die Synchronisation von Mia Farrow in Rosemaries Baby (1968), Der große Gatsby (1974) und Das letzte Einhorn (1982), Katharine Ross in Butch Cassidy und Sundance Kid (1969), Kathy Bates in Grüne Tomaten (1991), Frances McDormand in Fargo – Blutiger Schnee (1996), Rene Russo in Die Thomas Crown Affäre (1999) und Cate Blanchett in Heaven (2002).
Seit In Sachen Henry (1991) ist Traudel Haas die deutsche Feststimme von Annette Bening. Seit Mach’s noch einmal, Sam (1972) wird sie zudem häufig für Diane Keaton besetzt, seit Der Mann mit zwei Gehirnen (1983) für Kathleen Turner und seit Der englische Patient (1997) für Kristin Scott Thomas.
Darüber hinaus war Haas während der vergangenen Jahrzehnte in zahlreichen Haupt- und Nebenrollen bekannter Fernsehserien zu hören, darunter Markie Post als Terri Michael in Ein Colt für alle Fälle (Synchro: 1983 bis 1985), Deborah Adair als Tracy Kendall in Der Denver-Clan (1983 bis 1991), Tyne Daly als Det. Mary Beth Lacey in Cagney & Lacey (1987 bis 1997), Julia Louis-Dreyfus als Elaine Benes in Seinfeld (ab 1995), Katey Sagal als Cate Hennessy in der US-amerikanischen Sitcom Meine wilden Töchter (2002 bis 2005) und Alice Krige als Rosemary Waldo in Dinotopia (2004), Sarah Badel in der Rolle der Patricia Blackshaw in Inspector Barnaby: Morden ist auch eine Kunst (2009).

### Privatleben
Traudel Haas lebt in Berlin und ist Mutter zweier Töchter. Ihre jüngere Tochter Sun ist vereinzelt ebenfalls als Synchronsprecherin tätig.

## Synchronrollen (Auswahl)
Rene Russo
- 1989: Die Indianer von Cleveland als Lynn Wells
- 1994: Die Indianer von Cleveland II als Lynn
- 1999: Die Thomas Crown Affäre als Catherine Banning
- 2000: Die Abenteuer von Rocky & Bullwinkle als Natasha Fatale
- 2002: Showtime als Chase Renzi
- 2005: Deine, meine & unsere als Helen North
- 2005: Das schnelle Geld als Toni Morrow
- 2011: Thor als Frigga
- 2013: Thor – The Dark Kingdom als Frigga
- 2014: Nightcrawler – Jede Nacht hat ihren Preis als Nina Romina
- 2015: Man lernt nie aus als Fiona

Diane Keaton
- 1972: Mach’s noch einmal, Sam als Linda Christie
- 1972/2008: Der Pate als Kay Adams
- 1974/2008: Der Pate – Teil II als Kay Adams
- 1979: Der Pate: Die Saga (Fernsehserie) als Kay Adams-Corleone
- 1981: Reds als Louise Bryant.
- 1987: Radio Days als Neujahrssängerin
- 1990: Der Pate III als Kay Adams
- 1996: Der Club der Teufelinnen als Annie Paradis
- 2007: Von Frau zu Frau als Daphne Wilder
- 2011: Morning Glory als Colleen Peck
- 2016: The Young Pope (Fernsehserie) als Schwester Mary
- 2018: Book Club – Das Beste kommt noch als Diane
- 2023: Book Club – Ein neues Kapitel als Diane

Annette Bening
- 1991: Schuldig bei Verdacht als Ruth Merrill
- 1999: American Beauty als Carolyn Burnham
- 2000: Good Vibrations – Sex vom anderen Stern als Susan Anderson
- 2010: The Kids Are All Right als Nic
- 2019: Captain Marvel als Oberste Intelligenz / Dr. Wendy Lawson
- 2022: Tod auf dem Nil als Euphemia Bouc
- 2022: Jerry und Marge – Die Lottoprofis als Marge Selbee

Mia Farrow
- 1968: Todestanz eines Killers als Caroline
- 1968: Rosemaries Baby als Rosemarie Woodhouse
- 1969: John und Mary als Mary
- 1974: Der große Gatsby als Daisy Buchanan
- 1982: Das letzte Einhorn als Einhorn
- 1997: Private Parts als Mia Farrow

Katey Sagal
- 2004–2006: Meine wilden Töchter (Fernsehserie) als Cate Hennessy
- 2012–2015: Sons of Anarchy (Fernsehserie) als Gemma Teller Morrow
- 2015: Pitch Perfect 2 als Katherine
- 2017–2018: Superior Donuts (Fernsehserie) als Officer Randy DeLuca

Markie Post
- 1984–1987/2007: Ein Colt für alle Fälle (Fernsehserie) als Terri Michaels
- 1998: Verrückt nach Mary als Marys Mutter
- seit 2015: Chicago P.D. (Fernsehserie) als Bunnie

Tilda Swinton
- 2016: Dr. Strange als Die Älteste
- 2019: Avengers: Endgame als Die Älteste
- 2022: Three Thousand Years of Longing als Alithea Binnie
- 2024: The Boys als Ambrosius

Donna Reed
- 1973: Die Spur im Dunkel als Barbara Lawry
- 1988: König der Piraten als Gräfin Alida

Sigourney Weaver
- 1984: Ghostbusters – Die Geisterjäger als Dana Barrett
- 1997: Schneewittchen als Lady Claudia

Alice Krige
- 1996: Star Trek: Der erste Kontakt als Borg Königin
- 2023: Star Trek: Picard (Fernsehserie) als Borg Königin

### Filme
- 1968: Für Jacqueline Bisset in Der Detektiv als Norma MacIver
- 1969: Für Katharine Ross in Blutige Spur als Lola
- 1971: Für Charo López in Knie nieder und friß Staub als Jessica
- 1981: Für Barbara Hershey in Ein Senkrechtstarter kratzt die Kurve als J.M. Halstead
- 1981: Für Pamela Susan Shoop in Halloween II – Das Grauen kehrt zurück als Karen Bailey
- 1983: für Brooke Adams in Dead Zone als Sarah Bracknell
- 1984: Für Kathleen Turner in Auf der Jagd nach dem grünen Diamanten als Joan Wilder
- 1989: Für Beatrice Boepple in Nightmare on Elm Street 5 – Das Trauma als Amanda Krueger
- 1990: Für Gates McFadden in Jagd Auf Roter Oktober als Caroline Ryan
- 1997: Für Cyd Strittmatter in Vergessene Welt: Jurassic Park als Dierdre Bowman
- 2009: Für Rosemary Dunsmore in Orphan – Das Waisenkind als Grandma Barbara
- 2014: Für Sela Ward in Gone Girl – Das perfekte Opfer als Sharon Schieber
- 2016: Für Isabelle Huppert in Elle als Michèle Leblanc
- 2017: Für Kim Basinger in Fifty Shades of Grey – Gefährliche Liebe als Elena Lincoln

### Serien
- 1983: Für Dee Wallace-Stone in Hart aber herzlich als Connie
- 1983–1990: Für Deborah Adair in Der Denver-Clan als Tracy Kendall
- 1985: Für Tracy Scoggins in Hardcastle & McCormick als Crystal Dawn
- 1985: Für Ann Turkel in Trio mit vier Fäusten als Denise McKean
- 1987: Für Deborah Adair in Der Denver-Clan als Tracy Kendall
- 1994: Für Tyne Daly in Quincy als Anna
- 1995, 1998–2000: Für Julia Louis-Dreyfus in Seinfeld als Elaine Benes
- 2009: Für Kathleen Quinlan in Prison Break als Christina Scofield
- 2013–2021: Für Allison Janney in Mom als Bonnie Plunkett
- 2017–2024: Für Annie Potts in Young Sheldon als Constance "Meemaw" Tucker
- 2020–2023: Für Lena Olin in Hunters als The Colonel
- seit 2022: Für Kristin Scott Thomas in Slow Horses – Ein Fall für Jackson Lamb als Diana Taverner
- 2024: Für Deirdre O’Connell in The Penguin als Francis Cobb
- 2024: Für Allison Janney in Diplomatische Beziehungen als Grace Penn

## Auszeichnungen
- 2010: Die Silhouette in der Kategorie „Lebenswerk“